# Barbus taeniopleura
Barbus taeniopleura là một loài cá vây tia thuộc họ Cyprinidae.
Loài này có ở Burundi, Cộng hòa Dân chủ Congo, Tanzania, và Zambia.
Môi trường sống tự nhiên của chúng là sông ngòi.